# 済南オリンピック・スポーツセンター
済南オリンピック・スポーツセンター（さいなんオリンピック・スポーツセンター、中: 济南奥林匹克体育中心） は、中華人民共和国・山東省済南市の東部にある総合スポーツ施設である。敷地は81ヘクタール。
中心の施設である6万席の済南オリンピック・スポーツセンター・スタジアムに加え、1万席の体育館、4000席のテニスコート、4000席の水泳場があり、6万平方メートルの正方形の広場がある。

## 施設
済南オリンピック・スポーツセンターの特徴的なデザインとして、「東荷西柳（東の蓮の花と西の柳の葉）」といわれ、東側に位置する体育館、テニス場、水泳場が「蓮の花」を表し、西側のスタジアムが「柳の葉」を表している。蓮の花と柳の木は、済南市の花と木である。
- 済南オリンピック・スポーツセンター・スタジアム（後述）
- 済南オリンピック・スポーツセンター体育館
- 済南オリンピック・スポーツセンターテニス場
- 済南オリンピック・スポーツセンター水泳場

### 済南オリンピック・スポーツセンター・スタジアム
済南オリンピック・スポーツセンターは、多目的スポーツ競技場である。敷地の西側に位置し、「西柳（西の柳）」といわれるスタジアムの外壁は柳の葉のようなデザインとなっている。2009年4月にオープンし、2009年10月に第11回中華人民共和国全国運動会の開会式やサッカーの試合、陸上競技に使われた。6万人の収容人員がある。2011年にはロンドンオリンピックサッカーアジア予選女子最終予選の会場として用いられた。